# جو كايزر (مدير تنفيذي)
جو كايزر (ولد في 23 يونيو 1957 م) هو مدير ألماني ومدير تنفيذي سابق لشركة سيمنز، وهو المنصب الذي كان يشغله من 1 أغسطس 2013 حتى 3 فبراير 2021 م.

## النشأة
ولد جو كايزر في آرنبروك، في ألمانيا الغربية، في 23 يونيو 1957.  قضى حياته المبكرة في التعليم في جميع أنحاء ألمانيا. بعد دراسته في إدارة الأعمال في جامعة ريغنسبورغ للعلوم التطبيقية، التحق بشركة سيمنز في عام 1980. 

## مسيرته المهنية
شغل كايزر بعد ذلك مناصب مختلفة في إدارة الأعمال، بما في ذلك فترة في شركة سيمنز قطاع عمليات المكونات في مالاكا، ماليزيا (1987-1988). في عام 1990 تم تعيينه نائبًا لرئيس إدارة الأعمال بقسم أشباه الموصلات البصرية. في عام 1994، عمل كايزر أولاً كنائب الرئيس التنفيذي والمدير المالي، ثم كرئيس تنفيذي للشركة الأمريكية الفرعية للمجموعة مكونات سيمنز، الواقعة في كوبرتينو، كاليفورنيا، وكذلك في سيمنز مايكرو الكترونيكس، في سان خوسيه المجاورة. 
في عام 1999 انضم كايزر إلى قسم تمويل الشركات حيث كان مسؤولاً عن تطوير نظام مراقبة الأداء على مستوى الشركة. خلال هذا الوقت، شارك أيضًا في الإشراف على إعداد قائمة أسهم الشركة في نيويورك والتحويل العالمي لنظامها المحاسبي إلى مبادئ المحاسبة المقبولة عموماً في الولايات المتحدة .[بحاجة لمصدر]
من أبريل 2001 إلى سبتمبر 2004، كان كايزر عضوًا في اللجنة التنفيذية لمجموعة أي سي موبايل وشغل منصب المدير المالي، حيث كان نشطًا بشكل خاص في إدارة وإعادة هيكلة التعرض المالي من قروض العملاء وإدارة رأس المال العامل. 
في وظيفته السابقة كرئيس تنفيذي للاستراتيجية، دعم كايزر الرئيس التنفيذي الدكتور كلاوس كلاينفيلد في تصميم وتنفيذ برنامج التحول فيت فور مور، بالإضافة إلى التوجيه طويل الأجل لاستراتيجيات الشركة في الاتجاهات العالمية الكبرى. 

### الرئيس التنفيذي لشركة سيمنز (2013-2021)
في يوليو 2013، أُعلن أن كايزر سيحل محل بيتر لوشر كرئيس تنفيذي لشركة سيمنز إيه جي. 
منذ عام 2013، رافق كايزر المستشارة أنجيلا ميركل في ما مجموعه تسع زيارات دولة في الخارج،  بما في ذلك الصين (2014 ، 2016 ،  2018)  الهند (2015)،  مصر (2017)،  تونس (2017) والأرجنتين (2017) والمكسيك (2017) والمملكة العربية السعودية (2017).  كما سافر مع نائب المستشار زيغمار غابرييل إلى الولايات المتحدة والمكسيك في عام 2017.
خلال معرض هانوفر في أبريل 2016، كان كايزر من بين 15 من الرؤساء التنفيذيين الألمان الذين تمت دعوتهم إلى عشاء خاص مع الرئيس باراك أوباما .  كما كان جزءًا من وفد ميركل بمناسبة زيارتها الأولى للرئيس دونالد ترامب في مارس 2017.  في المنتدى الاقتصادي العالمي 2018 في دافوس، حضر مأدبة عشاء للرئيس ترامب مع مجموعة من الرؤساء التنفيذيين الأوروبيين. 
في يناير 2020، دعا كايزر إلى جانب مجلس إدارة شركة سيمنز ناشطًا بيئيًا لدور في مجلس إدارتها حيث اتخذت قرارًا مع شركة التعدين العملاقة أداني. 